# Neumayer-Gletscher
Der Neumayer-Gletscher ist ein 13 km langer und bis zu 3 km breiter Gletscher, der auf Südgeorgien in östlicher Richtung entlang der Nordflanke der Allardyce Range zum westlichen Kopfende der Cumberland West Bay fließt.
Kartiert wurde er von Teilnehmern der Schwedischen Antarktisexpedition (1901–1903) unter der Leitung Otto Nordenskjölds, der ihn nach dem deutschen Geophysiker und Polarforscher Georg von Neumayer (1826–1909) benannte.